# Kerepesikyrkogården
Kerepesikyrkogården (ungerska: Kerepesi úti temető eller Kerepesi temető; officiellt namn: Fiumei úti nemzeti sírkert), är en kyrkogård i Budapest i Ungern. Det är en av de äldsta och mest berömda kyrkogårdarna i Ungern och har nästan helt bevarats.